# Gravat en fusta

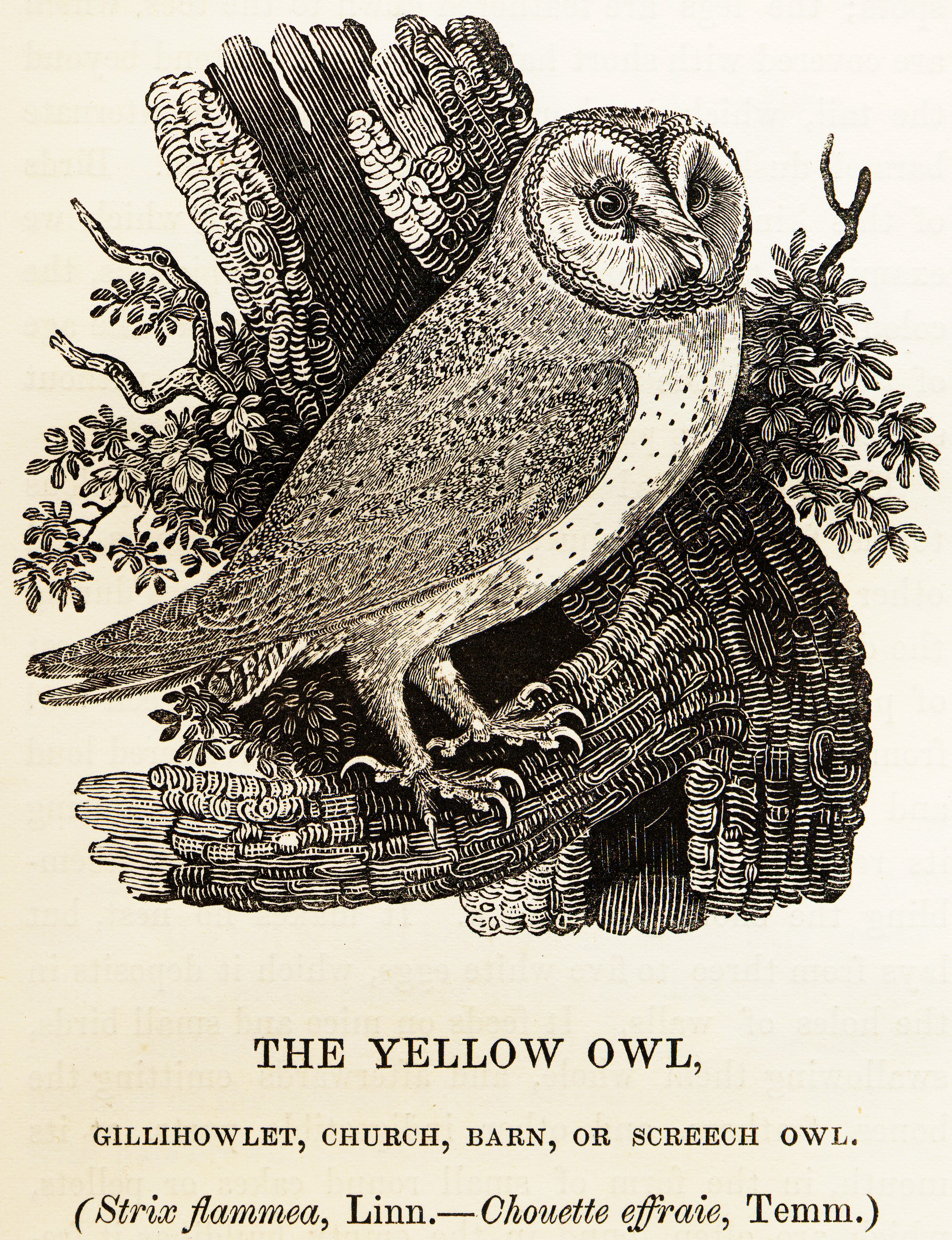
Bewick - Kerkuil: Història de les aus britàniques (1847)

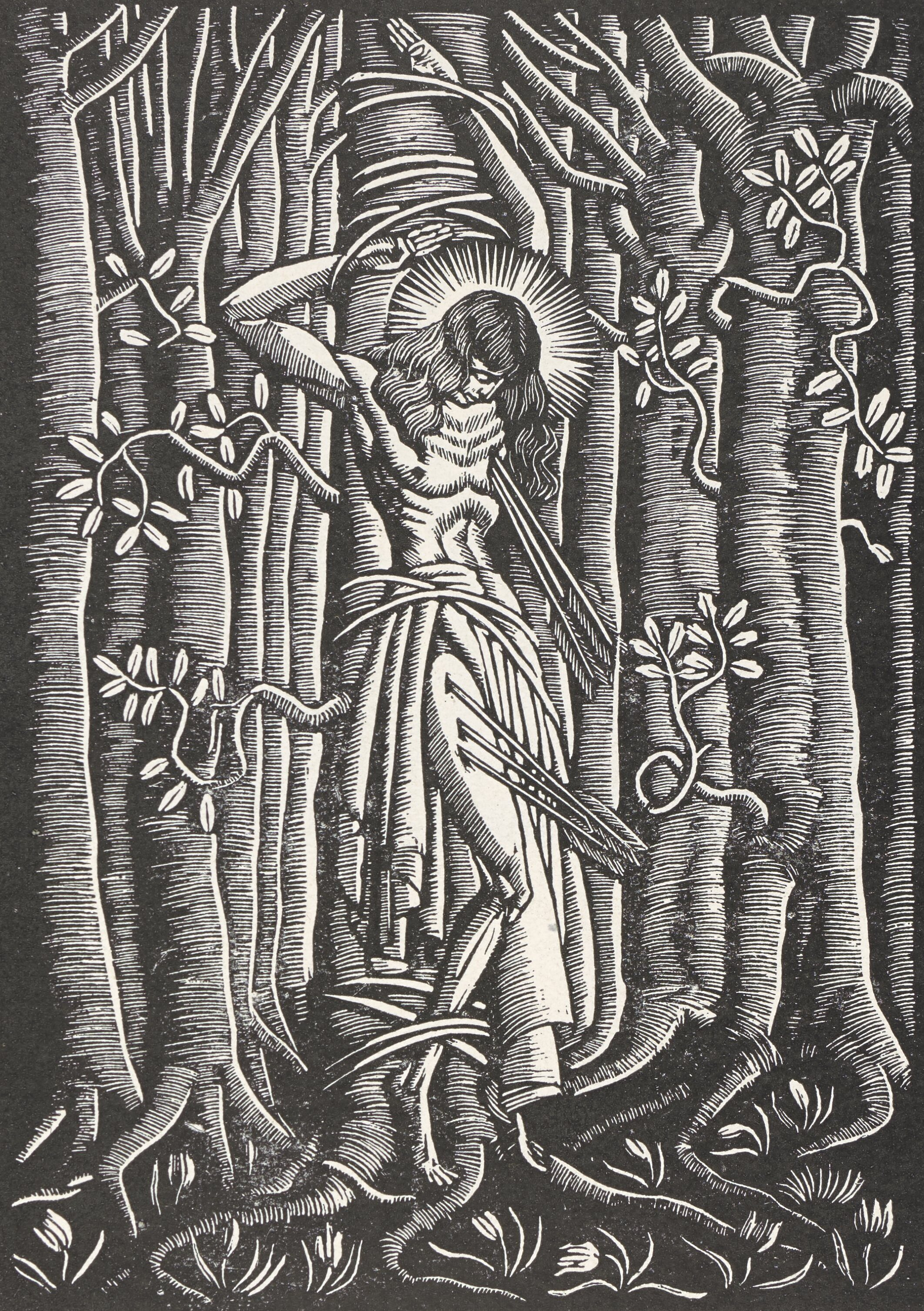
Władysław Skoczylas: Sant Sebastià, 1915

El gravat en fusta és una tècnica de gravat que va experimentar un gran apogeu al segle xix. Hi ha diferències essencials de característiques entre un gravat en fusta i una xilografia : la xilografia es realitza sobre una planxa de fusta tova usant gúbies o altres elements de tall, mentre que en la tècnica de "gravat en fusta" l'artista realitza la matriu esgrafiant un bloc de fusta mitjançant l'ús de burins, i permet crear un dibuix molt sofisticat que produeix en general un resultat de traç més gruixut. Els gravats en fusta són generalment petits i arriben a reproduir una escala de grisos amb gran eclosió.

## Diferència funcional amb la xilografia
Funcionalment, el gravat en fusta es fa servir per a la tècnica d'impressió en relleu, en la què s'aplica la tinta sobre la superfície del bloc de fusta i s'imprimeix usant una pressió relativament baixa. Per contra, tant en la xilografia com en el gravat ordinari s'empra una placa com a matriu i s'imprimeix pel mètode de calcografia, en el qual la tinta omple les valls o forats del gravat, i es diposita després sobre el paper, en premsar-lo. Com a resultat, a part d'aconseguir-se un blanc sobre negre molt remarcat, les impressions fetes amb gravats en fusta es deterioren a una velocitat molt menor que les elaborades amb xilografia o amb placa de coure.

## Història
Un dels principals desenvolupadors del gravat en fusta, va ser Thomas Bewick, artista gràfic anglès que va viure entre els segles segle xviii i segle xix. La seva nova tècnica d'impressió, en què utilitzava un burí en lloc de ganivet, va substituir el gravat de coure perquè era molt més simple i més barat (en aquest ordre d'importància). Els gravats en fusta constituïen un clixé per al seu ús a la impressió en premses gràfiques.
Es van utilitzar principalment per a la fabricació d'imatges de divulgació científica, amb subtils tons de gris. Il·lustradors de llibres populars com Gustave Doré van fer dibuixos de gran detall en múltiples gravats en fusta.

## Gravat de fusta de múltiples colors
Cada color havia de fer-se en un bloc separat, que havia d'encaixar amb el bloc preexistent, amb gran exactitud per a cada nou color.
Escher, gravador de fusta holandès, va treballar amb múltiples colors. També va desenvolupar aquesta tècnica Nicolaas Johannes Bernardus Bulder, a la província holandesa de Groningen

## Llista d'artistes

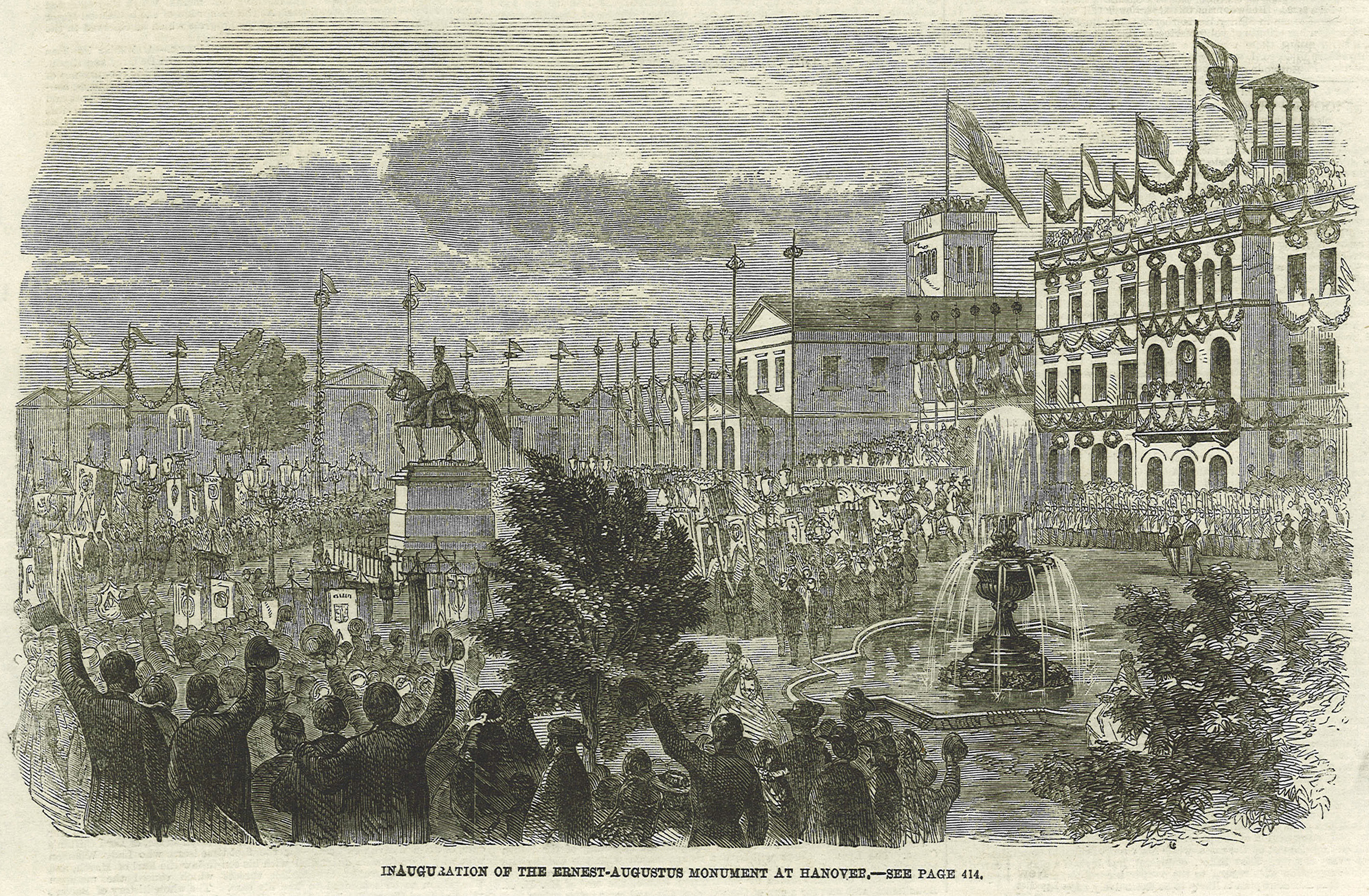
Gravat de fusta a The Illustrated London News, de 1861.

- Thomas Bewick
- Nico Bulder
- John Buckland Wright
- Maurits Corneli Escher.
- Fritz Eichenberg
- Cornelis Labots
- Marcs Severin